# Opornica
Opornica (en serbe cyrillique : Опорница) est un village de Serbie situé dans la municipalité d’Aerodrom (Kragujevac), district de Šumadija. Au recensement de 2011, il comptait 592 habitants.

## Démographie

### Évolution historique de la population
| 1948 | 1953 | 1961 | 1971 | 1981 | 1991 | 2002 | 2011 |
| ---- | ---- | ---- | ---- | ---- | ---- | ---- | ---- |
| 350  | 345  | 305  | 288  | 346  | 606  | 452  | 592  |

|  |